# Xã Harrison, Quận Muskingum, Ohio
Xã Harrison (tiếng Anh: Harrison Township) là một xã thuộc quận Muskingum, tiểu bang Ohio, Hoa Kỳ. Năm 2010, dân số của xã này là 1.615 người.